# Veintidós
El veintidós (22) es el número natural que sigue al veintiuno y precede al veintitrés.

## Matemáticas
- El 22 es un número compuesto, que tiene los siguientes factores propios: 1, 2 y 11. Como la suma de sus factores es 14 < 22, se trata de un número defectivo. La suma de sus divisores 1, 2, 11 y 22 = 36.
- Número par.
- Número repdigit.
- Número capicúa.
- Un número pentagonal.
- En base 10, 2.º número de Smith.
- Un número de Perrin.
- 2.º número de Erdős-Woods.
- 8.º número semiprimo.
- 22 dividido entre 7 se aproxima al número irracional π.
- Número libre de cuadrados.
- Número de Størmer.
- 22 es el número de particiones de 8.
- 22! (factorial de 22) tiene 22 dígitos.

## Otras ciencias

### Química
- Es el número atómico del titanio.

#### Astronomía
- Objeto de Messier M22 es un cúmulo globular en la constelación de Sagitario.
- Objeto del Nuevo Catálogo General NGC 22 es una galaxia espiral localizada en la constelación de Pegaso.
- 22P/Kopff es un cometa periódico del Sistema Solar.
- 22) Kalliope es un asteroide que forma parte del cinturón de asteroides.

##### Tecnología
- El Bell-Boeing V-22 Osprey (‘águila pescadora’ en inglés) es una aeronave militar polivalente.
- Lockheed Martin F-22 Raptor es un avión de caza de quinta generación.